# پروومایسک (باشقیرستان)
پروومایسک (انگلیسی: Pervomaysk, Republic of Bashkortostan) یک شهرک در شهرستان نوریمانوفسکی استان باشقیرستان کشور روسیه است.